# Пуч Антик, Сальвадор
Сальвадор Пуч Антик (кат. Salvador Puig Antich, 30 мая 1948 — 2 марта 1974) — испанский (каталонец) анархист и антифашист, член Иберийского движения освобождения. Его казнь с помощью гарроты по приговору франкистского режима вызвала сильный международный резонанс, после чего Франко пришлось отказаться от такой формы казни.

## Биография
Отец Сальвадора, Хоакин Пуч, участвовал в левом движении Каталонии, сражался на стороне республиканцев во время Гражданской войны, был интернирован в лагере беженцев во Франции и приговорён к смертной казни после возвращения в Испанию.
Под влиянием событий Красного мая 1968 года во Франции вместе со своими друзьями анархо-коммунистами создал леворадикальное Иберийское движение освобождения, ставившее целью свержение франкистского режима в Испании, поддержку беспартийного рабочего движения в стране и совершение социальной революции. Для этой цели группа экспроприировала банки и финансировала из полученных денег забастовки и типографию, в которой печатались анархистские, ситуационистские и марксистские (в частности, Антон Паннекук) тексты. В отличие от других леворадикальных организаций того времени, ИДО не стремилось физически уничтожать функционеров франкистского режима.
Во время ареста Сальвадора Пуча Антика дважды ударили рукояткой пистолета по лицу, однако он сумел вырваться и открыл беспорядочную и неприцельную (по показаниям свидетелей, все его лицо было залито кровью) стрельбу по преследовавшим его полицейским. В перестрелку ввязался инспектор Тимотео Фернандес, который начал стрелять в Сальвадора через стоящего на его пути 23-летнего младшего инспектора Франсиско Ангуаса. В результате Пуч Антик был тяжело ранен, а Франсиско Ангуас убит.
Несмотря на то, что Франсиско Ангуас погиб под перекрёстным огнём и нет оснований однозначно утверждать, что он был убит именно Сальвадором Пучем Антиком, последний был приговорен военным судом к смертной казни. При этом суд не обратил внимания на то, что полицейский протокол содержал явные неточности, осмотр убитого полицейского проходил в нарушение всех норм и его тело было срочно захоронено, что потребовало бы эксгумации для проведения независимой экспертизы. Свидетели защиты заслушаны не были, предоставленные улики («лишние» гильзы) к делу приобщены не были, а от баллистической экспертизы военный суд отказался, сославшись на то, что «мы тут все военные, в баллистике разбираемся и в баллистической экспертизе не нуждаемся…».
Против вынесения подобного рода приговора протестовали многие общественные деятели, как в стране, так и за её пределами (Павел VI, Вилли Брандт), однако власти, разозленные дерзким убийством франкистского премьер-министра Луиса Карреро Бланко бойцами ЭТА, наказание не пересмотрели, и Сальвадор Пуч Антик был казнен на гарроте. Это была последняя казнь такого рода; после смерти Франко Испания в 1978 году окончательно отказалась от смертной казни.
В 2007 году Военная палата Верховного суда Испании тремя голосами консервативных чиновников, работавших ещё во время франкистского режима, против двух отказалась пересматривать дело Сальвадора Пуча Антика, чего добивались его родственники и адвокаты.
Похоронен на Монжуикском кладбище в Барселоне.

## Память
- «Надежда осуждённого», серия из трёх картин, написанных Жоаном Миро
- Литографии «Убийцы» каталонского художника Антони Тапиеса
- Песни в память о Сальвадоре нескольких испанских певцов
- Книга Франсеска Эскрибано «Обратный отсчёт. История Сальвадора Пуч Антика»
- Художественный фильм «Сальвадор», реж. Мануэль Уэрга, 2006 год. Экранизация книги Франсеска Эскрибано
- Французскими левыми, в том числе членом ИДО Жан-Марком Руйяном, были созданы Группы революционного интернационалистского действия для борьбы с франкизмом.